# Convento e Igreja de Nossa Senhora do Carmo (João Pessoa)
O Convento e Igreja de Nossa Senhora do Carmo, localizado no centro histórico da cidade brasileira de João Pessoa, capital do estado da Paraíba, compreende um conjunto arquitetônico, construído pelos carmelitas, composto pela Igreja de Nossa Senhora do Carmo, pelo Palácio Episcopal (antigo Convento Carmelitano e atual sede da Arquidiocese da Paraíba), ambos construídos no século XVI e tombados pelo IPHAEP (Instituto do Patrimônio Histórico e Artístico do Estado da Paraíba), e pela Igreja de Santa Teresa de Jesus da Ordem Terceira do Carmo, datada do século XVIII e tombada pelo IPHAN (Instituto do Patrimônio Histórico e Artístico Nacional).

## História
A ordem religiosa dos carmelitas chegou à Paraíba provavelmente no ano 1591, praticamente ao mesmo tempo que as outras ordens que se instalaram na capitania - franciscanos, beneditinos e jesuítas - seguindo o objetivo da Coroa portuguesa, ou seja, evangelizar e catequizar os povos originários. Ainda na última década do século XVI os carmelitas começaram a construção de uma moradia própria na Paraíba. A conclusão da obra foi demorada, incluindo o Convento do Carmo, a igreja de Nossa Senhora do Carmo, a capela de Santa Teresa e a casa dos exercícios dos Irmãos Terceiros.
O conjunto carmelitano só ficou pronto no século XVIII quando, de acordo com os registros históricos, Frei Manuel de Santa Teresa encerrou as obras usando recursos próprios. Em 1906, o primeiro bispo da Paraíba, Dom Adaucto, transformou o Convento do Carmo no prédio que hoje é conhecido como Palácio do Bispo. Em 1965, o Palácio foi transformado na sede da Arquidiocese da Paraíba, funcionando, até hoje, como Cúria Metropolitana.
Muitos detalhes históricos sobre este conjunto se perderam com a invasão holandesa, pois com as perseguição aos Carmelitas, estes enterravam seus documentos, os quais não foram mais recuperados.

## Descrição

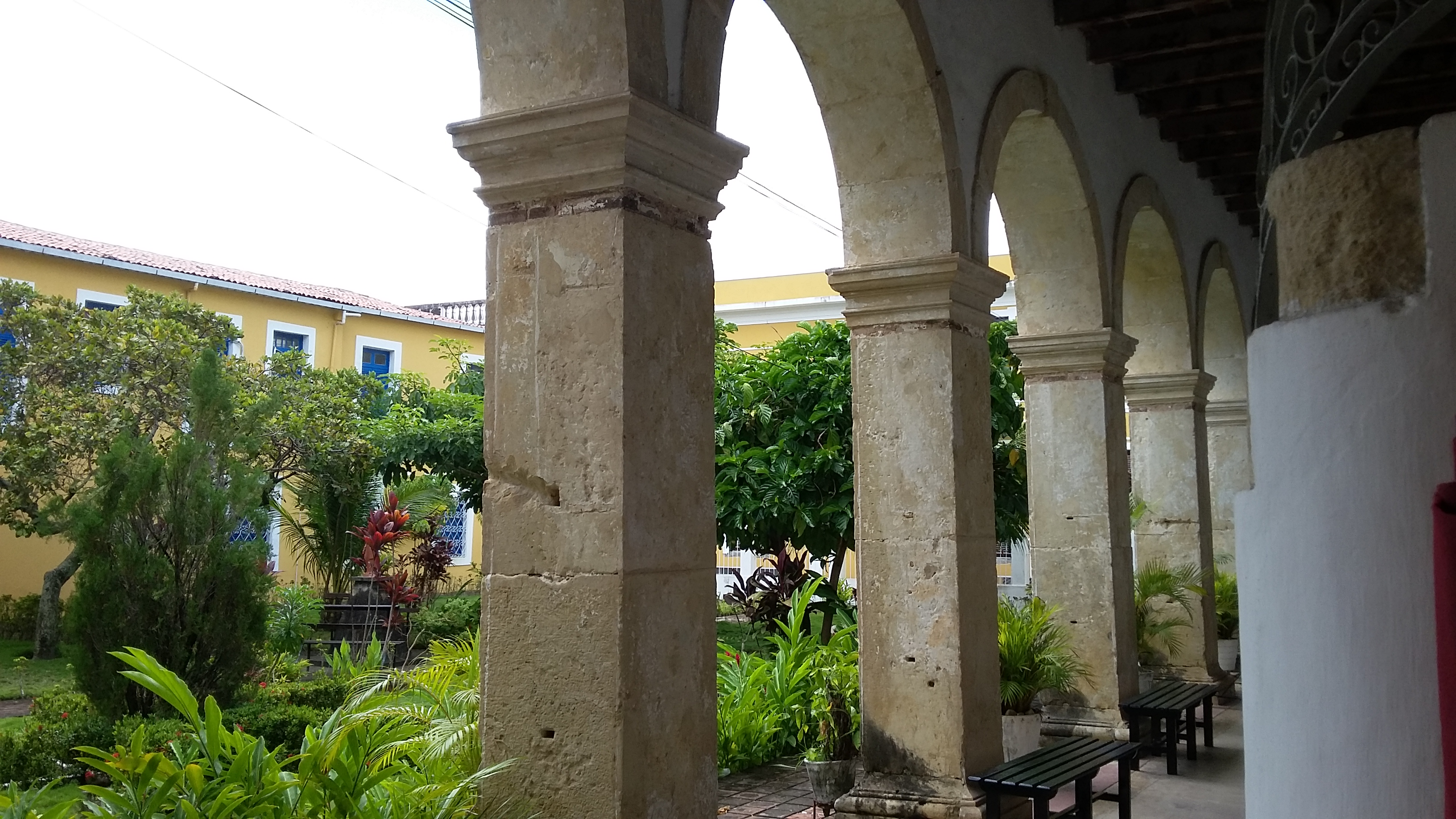
Arcada e Jardim na Igreja de Nossa Senhora do Carmo em João Pessoa, Paraíba.

### Igreja de Nossa Senhora do Carmo
Erguida em 1592, em barroco romano, a igreja possui uma única torre, com as características do estilo quinhentista. Sua fachada e a torre são todas em pedra, assim como as talhas e os relevos dos altares. O exterior apresenta linhas austeras, desenhos e arabescos barrocos. A nave é ampla e majestosa, com motivos florais esculpidos em calcário. Veem-se ainda o escudo da Ordem do Monte Carmelo e um grande painel no Altar-mor com as iniciais de Nossa Senhora do Carmo. Foi tombada pelo IPHAEP em 2 de dezembro de 1998.

### Palácio Episcopal
Residência episcopal e sede da Arquidiocese da Paraíba, conhecido também como Palácio do Bispo, surgiu por volta de 1591, foi inicialmente chamado de Convento Carmelitano. Forma um só bloco arquitetônico com a Igreja do Carmo e a Igreja de Santa Teresa de Jesus. No Palácio se destacam as obras de lito-talha, esculpidas em pedra calcária, que realçam o seu estilo barroco. Foi tombado pelo IPHAEP em 26 de agosto de 1980.

### Igreja de Santa Teresa de Jesus da Ordem Terceira do Carmo
Também conhecida como Capela de Santa Teresa, data do século XVIII, concluída em 1777 por Frei Manuel de Santa Teresa, é anexa à igreja de Nossa Senhora do Carmo, diferindo desta por ter proporções menores e riqueza de detalhes. Apresentando uma particularidade quanto ao seu plano, que é diferente do das demais da ordens: os quatro cantos da nave são chanfrados, o que lhe confere a forma octogonal. As talhas da capela-mor são bem executadas e quase todas cobertas de ouro. As colunas helicoides com folhas estilizadas de acanto obedecem ao estilo da igreja principal da Ordem Carmelita. O forro do teto é em abóbada ogival, contando episódios da vida e morte da grande reformadora do Carmo. No centro abre-se uma gigantesca rosa de pétalas douradas, de onde saem diversos raios que se dividem em triângulos, no meio dos quais ressaltam bustos de santos da ordem embutidos na madeira. A sacristia tem cômoda de jacarandá com nicho aberto ladeado de ornatos; dois armários laterais divididos em escanihos com portinholas (de grande valor artístico) e pia de pedra talhada, instalada em um compartimento especial.
Ainda hoje é utilizada para culto religioso católico e é local de funcionamento da Ordem Terceira dos Carmelitas. É tombada pelo IPHAN desde 22 de julho de 1938.